# Ignacio Sureda
Ignacio Sureda (Escobar, Buenos Aires, Argentina; 30 de agosto de 1989) también conocido como Nacho Sureda es un actor argentino. Es conocido por haber interpretado el papel de Pantera en la serie El marginal (2016–2019).

## Carrera profesional
Ignacio Sureda inició su carrera como actor a temprana edad participando en la obra teatral Malvinas, grito sagrado (2001), donde interpretaba a un niño soldado y fue dirigido por su padre Fernando Sureda. En 2003, realizó una participación especial en la serie Los simuladores emitida por Telefe, en la cual personificó a Nicolás, un niño que hacía un casting. Poco después, apareció en las obras Modelos de madre para recortar y armar (2004), El nuevo mundo (2006) y Sueño de una noche de verano (2007).
En 2012, le llegó la oportunidad de sumarse al elenco principal de la telenovela Sos mi hombre emitida por eltrece y donde jugó el papel del boxeador Javier "El Pibe" Dos Santos, el cual compartió escenas con Gabriel Goity, Luciano Castro y Joaquín Furriel. Al año siguiente, formó parte de la serie musical Wake Up! With No Make Up de E! Entertainment Television y tuvo una participación especial en la ficción Farsantes, donde interpretó a Rocco. Ese mismo año, encarnó a Victor en la obra teatral Bien de familia en el teatro El Piccolino dirigido por Diego Beares. En 2014, tuvo un papel pequeño en la película Motín en Sierra Chica dirigida por Jaime Lozano.
Su siguiente trabajo actoral fue la obra Todo puede fallar (2015), en la cual interpretó a Doc en el Auditorio Losada. Poco después, fue seleccionado para participar en la tira Los ricos no piden permiso de eltrece, asumiendo el papel de Cándido López, un campesino y mano derecha de Marcial Campos (Luciano Cáceres). A su vez, protagonizó el cortometraje Marea alta junto a Esteban Recagno y Simón Manzur.
Aunque no fue hasta en 2018, donde alcanzó la popularidad en los medios al interpretar a Pantera durante dos temporadas en la serie El marginal emitida por la TV Pública y donde compartió escenas con Roly Serrano, Esteban Lamothe y Nicolás Furtado. Poco después, realizó una participación especial como Brian en la serie Millennials de Net TV, donde compartió la mayoría de las escenas con Noelia Marzol. En 2020, fue convocado por Telefe y Viacom para participar del reality culinario MasterChef: Celebrity, del cual resultó ser el primer eliminado.
Más tarde, en 2022, formó parte del espectáculo erótico Sex, viví tu experiencia dirigido por José María Muscari en el Gorriti Art Center, donde estuvo hasta el 2023. Su siguiente papel fue como Mencho en la obra teatral de comedia Sinvergüenzas (2023) en el teatro Premier. Ese mismo año, Sureda realizó una participación especial en la telenovela Buenos chicos del eltrece, donde interpretó a Gustavo, un integrante de una banda delictiva. En 2024, se unió al elenco principal de la obra de teatro La gran ilusión en el papel de Mariano D'Albino, un mago atractivo, siendo dirigido por Lluís Pasqual en el teatro San Martín.

## Filmografía

### Cine
| Año  | Título                | Papel     | Notas        |
| ---- | --------------------- | --------- | ------------ |
| 2014 | Motín en Sierra Chica | Enfermero |              |
| 2016 | Marea alta            |           | Cortometraje |

### Televisión
| Año       | Título                         | Papel                       | Notas                            |
| --------- | ------------------------------ | --------------------------- | -------------------------------- |
| 2003      | Los simuladores                | Nicolás                     | Episodio: «El vengador infantil» |
| 2012-2013 | Sos mi hombre                  | Javier «El Pibe» Dos Santos |                                  |
| 2013      | Wake Up! With No Make Up       | Martín                      |                                  |
| 2013      | Farsantes                      | Rocco                       |                                  |
| 2016      | Los ricos no piden permiso     | Cándido López               |                                  |
| 2018-2019 | El marginal                    | Pantera                     |                                  |
| 2018      | Millennials                    | Brian                       |                                  |
| 2019      | Mozo, hay un físico en mi sopa | Nicky                       | Episodio: «Física cuántica»      |
| 2020      | MasterChef Celebrity           | Participante                | 1.er eliminado                   |
| 2023      | Buenos chicos                  | Gustavo                     |                                  |

## Teatro
| Año       | Título                                 | Papel            | Lugar                                 |
| --------- | -------------------------------------- | ---------------- | ------------------------------------- |
| 2001      | Malvinas, grito sagrado                | Niño soldado     | Teatro El Ombligo de la Luna          |
| 2004      | Modelos de madre para recortar y armar |                  | Teatro Girona                         |
| 2006      | El nuevo mundo                         | Fray Nicasio     | Teatro El Atajo                       |
| 2007      | Sueño de una noche de verano           | Puck             | Teatro Girona                         |
| 2013      | Bien de familia                        | Víctor           | Teatro El Piccolino                   |
| 2015      | Todo puede fallar                      | Doc              | Auditorio Losada                      |
| 2022-2023 | Sex, viví tu experiencia               | Él mismo         | Gorriti Art Center                    |
| 2023      | Sinvergüenzas                          | Mencho           | Teatro Premier                        |
| 2024-2025 | La gran ilusión                        | Mariano D'Albino | Teatro San Martín / Teatros del Canal |

## Premios y nominaciones
| Año  | Organización                  | Categoría                    | Trabajao | Resultado | Ref(s) |
| ---- | ----------------------------- | ---------------------------- | -------- | --------- | ------ |
| 2021 | Premios Martín Fierro Digital | Más interactivo en Instagram | Él mismo | Nominado  | [ 12 ] |